# Partensteiner Forst

Lage im Landkreis Main-Spessart

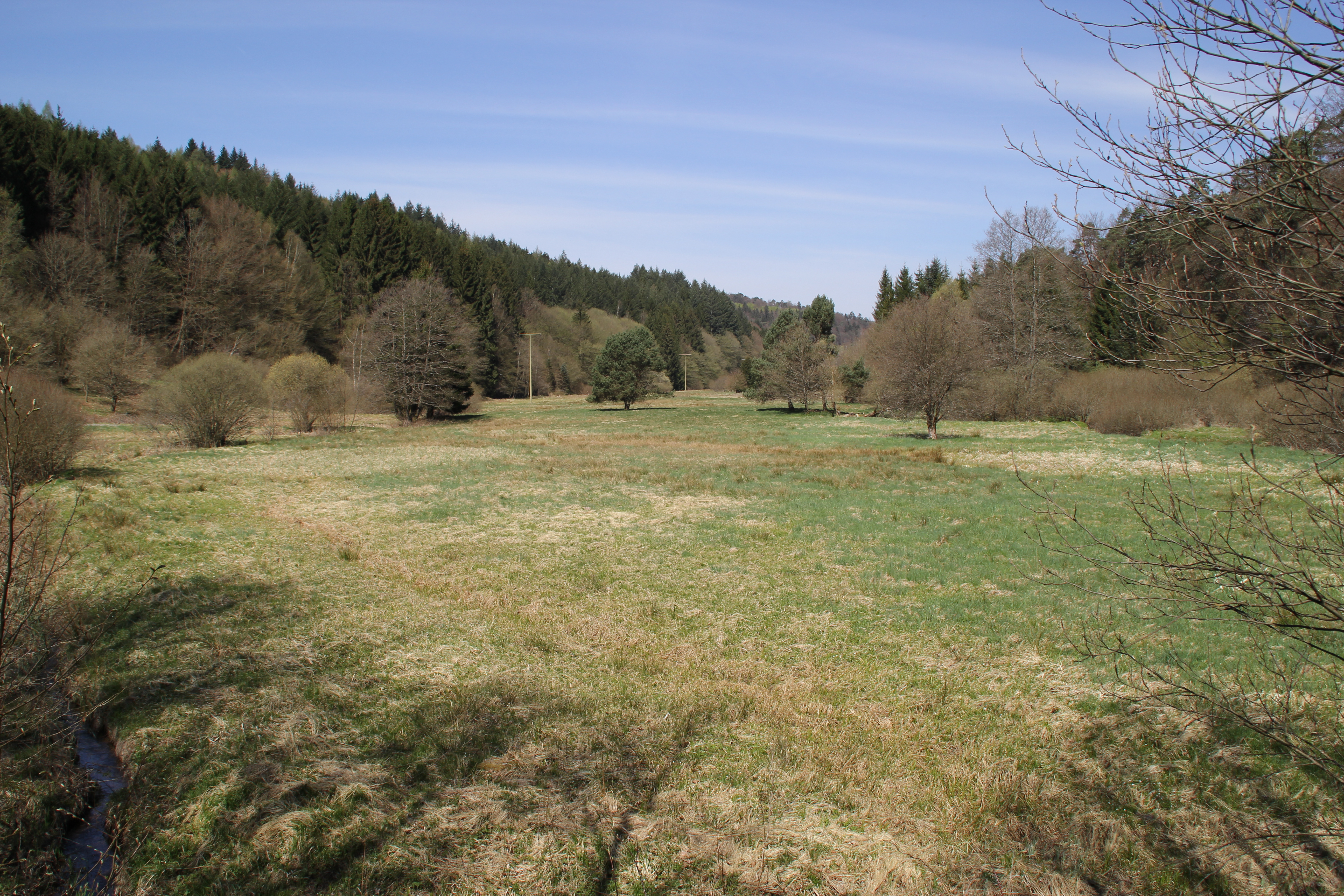
Spessartwiesen im Partensteiner Forst

Der Partensteiner Forst ist ein 19,37 km² großes gemeindefreies Gebiet im Landkreis Main-Spessart im bayerischen Spessart. 18,48 km² (95,4 %) des Gebiets sind bewaldet.

## Geographie

### Lage
Der Forst liegt südwestlich der namensgebenden Gemeinde Partenstein. Die Gemeinde Wiesthal teilt ihn in zwei getrennte Bereiche. Die höchste Erhebung ist die Weickertshöhe mit 546 m ü. NN.

### Nachbargemeinden
| Frammersbacher Forst (Gemeindefreies Gebiet) | Markt Frammersbach                          | Gemeinde Partenstein |
| Gemeinde Wiesthal                            | Kompassrose, die auf Nachbargemeinden zeigt | Stadt Lohr am Main   |
| Gemeinde Neuhütten                           | Forst Lohrerstraße (Gemeindefreies Gebiet)  | Gemeinde Rechtenbach |

## Naturschutz
Auf dem Gebiet des Partensteiner Forstes liegt teilweise das Naturschutzgebiet Spessartwiesen (NSG-00586.01).

## Verkehr
Durch den Partensteiner Forst verläuft die Staatsstraße 2317 von Krommenthal nach Partenstein.